# Hovdenuten
Hovdenuten är en bergstopp i Antarktis. Den ligger i Östantarktis. Norge gör anspråk på området. Toppen på Hovdenuten är 2 345 meter över havet.
Terrängen runt Hovdenuten är platt åt sydväst, men åt nordost är den kuperad.  Trakten är obefolkad. Det finns inga samhällen i närheten. 